# Apastepeque (Vulkanfeld)
Das Vulkanfeld Apastepeque liegt nahe dem Ort Apastepeque und nördlich der Stadt San Vicente in El Salvador und besteht aus zwei Dutzend Vulkankratern, Lavadomen, Schlackenkegeln und Maaren. 
Andesitische und dazitische Lavadome entstanden in der Folge von Ascheneruptionen. Einige der folgenden basaltischen Ausbrüche endeten mit der Bildung von steilwandigen Maaren mit einer Tiefe von bis zu 100 Metern. Einige davon bilden heute Seen, wie zum Beispiel die Laguna de Apastepeque und die Laguna Chalchuapán.